# The Homer of Seville
The Homer of Seville, también conocido como Homer of Seville y titulado Homero de Sevilla en Hispanoamérica y El Homer de Sevilla en España, es el segundo episodio perteneciente a la decimonovena temporada de la serie de dibujos animados Los Simpson. Fue estrenado originalmente el 30 de septiembre de 2007, el 1 de junio de 2008 en Hispanoamérica y el 5 de julio de 2009 en España. En este episodio, Homer se convierte en un peculiar cantante de ópera, mientras que Julia, una hermosa y peligrosa guardaespaldas, se ofrece a protegerlo. Fue escrito por Carolyn Omine y dirigido por Michael Polcino. El episodio fue nominado para el premio Writers Guild of America. Además, tuvo 8,4 millones de espectadores, una cantidad menor al capítulo previo.

## Sinopsis
Todo comienza cuando la familia Simpson huye de la iglesia al finalizar la misa, y como queriendo almorzar, entran en una casa en donde se estaba sirviendo un servicio de cáterin. Al entrar, descubren que se trataba de un funeral, y simulan ser familiares del muerto. Homer, luego, se ve obligado a cargar el ataúd, tras lo cual cae de espaldas dentro de una tumba, y queda lesionado por su caída.
En el hospital, El Dr. Hibbert le informa a la familia de Homer que éste desarrolla la habilidad de cantar con una maravillosa voz cuando está acostado. El Sr. Burns oye a Homer durante una de sus sesiones de canto en el hospital e inmediatamente le contrata como protagonista de la obra que produce, "If ever i would leave you". Homer impresiona a la audiencia en la Casa de la Ópera de Springfield. Luego de ello Homer se convierte en una estrella de Ópera.
Cuando Homer se ve rodeado por las fanes, es salvado por una chica llamada Julia que se preocupa por él. Julia le propone a Homer y Marge ser la directora del Club de Fanes de Homer, a con lo que Marge queda encantada. Sin embargo, Homer descubre que Julia está tratando de conquistarlo y al límite de hostigarlo sexualmente, y, después de varios intentos, Homer le dice que no lo logrará, a lo que ella se va.
Varios días después, Homer es víctima de varios intentos de homicidio, incluido uno en una función de ópera. Marge y los niños descubren que Julia es la culpable. Cuando Julia dispara contra Homer, un dardo envenenado, Marge usa un trombón para desviar el dardo y, casualmente éste le llega a Julia por lo que termina en un hospital gravemente herida (ya que un candelabro le cae encima después de desmayarse por el dardo). Finalmente, Homer decide abandonar la ópera, ya que la consideraba muy peligrosa por lo cual se dedica a ser pintor siendo que su talento provenía de "estar acostado" aunque tanto Bart y Lisa no creen en esto.